# Distretto di Alamudun
Il distretto di Alamudun (in kirghiso Аламүдүн району?, Alamüdün rayonu) è un distretto (raion) del Kirghizistan con  capoluogo Lebedinovka; al suo interno si trova la capitale Biškek, la quale costituisce provincia a sé stante.